# Gabriellino D'Annunzio

Stemma D'Annunzio

Gabriele Maria D'Annunzio, detto Gabriellino (Roma, 10 aprile 1886 – Roma, 18 dicembre 1945), è stato un attore e regista italiano, figlio del celebre poeta Gabriele D'Annunzio.

## Biografia
Nacque come secondogenito del già famoso Gabriele D'Annunzio e di Maria Hardouin di Gallese; fu chiamato con entrambi i nomi dei genitori. A teatro interpretò Simonetto nella prima rappresentazione della Fiaccola sotto il moggio (1905).
Nel 1918 si innamorò di Maria Teresa Brizi, di dieci anni più giovane. Si ammalò misteriosamente nel 1925; la madre accusò la nuora di averlo avvelenato. Mentre Gabriellino era in clinica, la moglie, in carcere in attesa di processo, morì nel 1926 di tubercolosi. È probabile che i disturbi alla vista e nervosi fossero in realtà dovuti alla sifilide.
Fu sempre accanto al padre, anche in guerra. Fu in corrispondenza con Mussolini, nonostante alcuni dissidi, dal 1926 al 1929. Diresse anche il film La nave, tratto da un'opera del padre. 
Morì il 18 dicembre 1945 a cinquantanove anni, a causa della malattia che lo affliggeva.

## Filmografia come regista
- La nave (1921)
- Quo vadis?, co-regia Georg Jacoby (1924)